# Thomas Geiselhart
Thomas Geiselhart (* 17. Februar 1811 in Steinhilben bei Trochtelfingen; † 16. Juni 1891 in Sigmaringen) war ein deutscher katholischer Priester und Seelsorger.

## Leben
Thomas Geiselhart kam aus einer armen Bauernfamilie auf der Schwäbischen Alb. Seine Eltern konnten ihm keine höhere Schulbildung ermöglichen. Weil er während seiner Schulzeit und seines Theologiestudiums von wohlhabenden Familien finanziell unterstützt wurde, beschloss er nach seiner Priesterweihe, sich selbst um arme Kinder zu kümmern. Ab 1844 war Geiselhart Pfarrer in Veringenstadt, ab 1850 in Sigmaringen.
Als Priester in Hohenzollern war Thomas Geiselhart ein Verkünder von Gottes Wort in Wort und Tat. Die Not der Hohenzollern war für ihn eine Herausforderung, die ihn zeitlebens umtrieb. Er gründete 1856 in Sigmaringen ein Knabenseminar mit dem Namen Seminarum Fidelianum, welches jungen Knaben vom Land die Möglichkeit eröffnete, eine höhere Schulbildung zu absolvieren. 1859 gründete er das „Waisenhaus Nazareth“, um Waisenkindern ein Heim, Erziehung und schulische Bildung zu bieten.

## Haus Nazareth
Das „Erzbischöfliche Kinderheim Haus Nazareth“ ist heute eine kirchliche Stiftung öffentlichen Rechts unter Aufsicht des Erzbischöflichen Ordinariats Freiburg.
Die Absicht von Thomas Geiselhart, Menschen in Not aus christlicher Nächstenliebe zu helfen, versteht die Stiftung auch heute als Auftrag. Neben Kindern wird auch Jugendlichen, Müttern und Familien in ihrer teils von Krisen geprägten Lebenssituationen angemessene Hilfe geboten. Derzeit werden rund 150 Kindern und Jugendliche betreut. Für die Einrichtung, die eine Vielfalt weiterer sozialer Dienste anbietet, arbeiten etwa 240 Personen.
Das Haus Nazareth unterhält zahlreiche Liegenschaften mit entsprechender Infrastruktur.

## Rezeption
Die katholische Caritas Sozialstation Sigmaringen trägt den Namen Thomas Geiselharts. Er gilt als eine Art Patron der Caritasarbeit in Hohenzollern und vor allem – ab 1850 – in Sigmaringen. Bis heute gilt er als Vorbild für caritatives Tun bei den dortigen Christen. Des Weiteren gibt es eine nach ihm benannte Straße, die Geiselhartstraße, westlich von Gorheim.

## Museum
Das Geiselhart-Museum beim Haus Nazareth in Sigmaringen widmet sich der Person Thomas Geiselharts. Es zeigt Zeitdokumente und Exponate, die über das Wirken Thomas Geiselharts Auskunft geben; es wird von der Stiftung Haus Nazareth betreut.